# Kristjan Bendra
Kristjan Bendra (* 30. Januar 2006) ist ein slowenischer Fußballspieler.

## Karriere

### Verein
Bendra begann seine Karriere beim ATSV Vorwärts Steyr. Im April 2014 wechselte er zum SK Vorwärts Steyr. Im Februar 2020 wechselte er in die Jugend des FC Red Bull Salzburg, bei dem er ab der Saison 2020/21 auch sämtliche Altersstufen in der Akademie durchlief.
Zur Saison 2024/25 rückte Bendra in den Kader des Farmteams FC Liefering. Sein Debüt in der 2. Liga gab er dann im August 2024, als er am ersten Spieltag jener Saison gegen den First Vienna FC in der Halbzeitpause für Leandro Morgalla eingewechselt wurde. Bis Saisonende kam er zu 23 Zweitligaeinsätzen für die Jung-Salzburger.
Zur Saison 2025/26 verpflichtete der SK Sturm Graz den Verteidiger für seine zweite Mannschaft.

### Nationalmannschaft
Bendra spielte im April 2022 erstmals für ein slowenisches Jugendnationalteam. Mit der U-17-Auswahl nahm er 2023 an der EM teil. Beim Turnier schied Slowenien bereits in der Gruppenphase aus, Bendra kam in allen drei Partien seines Landes zum Einsatz.